# Artemi Aiguader i Miró
Artemi Aiguader i Miró (la grafia familiar era Aguadé) (Reus, 1889 - Mèxic, 1946) fou un polític català, germà de Jaume Aiguader i Miró.
El 1917 va ser elegit regidor a l'ajuntament de Reus pel Centre Republicà Catalanista. Va exercir accidentalment l'alcaldia de la ciutat el 1918, i reinstaurà el repartiment gratuït entre la mainada de coques amb cireres per la festa de Corpus. El 1922 ingressà a Estat Català, que posteriorment cofundaria ERC.
El 1931 fou director de Correus i el 1933 era sots-delegat del Govern de la República a la Companyia Transmediterrània. Quan esclatà la Guerra civil espanyola fou membre del Comitè de Milícies Antifeixistes de Catalunya. Va ser conseller de Seguretat Interior al govern Companys des del 16 d'abril de 1936 fins al 5 de maig de 1937. Precisament durant els fets de maig de 1937 va tenir una actuació controvertida, i els militants del Partit Obrer d'Unificació Marxista (POUM) l'acusaren de passivitat en el segrest d'Andreu Nin i Pérez.
El 1939 va marxar a l'exili a França i posteriorment a Mèxic on va morir el 1946.